# Kamimura Hikonojō
Kamimura Hikonojō est un nom japonais traditionnel ; le nom de famille (ou le nom d'école), Kamimura, précède donc le prénom (ou le nom d'artiste).
Le baron Kamimura Hikonojō (上村 彦之丞) (20 juin 1849 - 8 août 1916) est un amiral de la marine impériale japonaise célèbre pour ses actions durant la guerre russo-japonaise lors de la bataille d'Ulsan et la bataille de Tsushima.

## Biographie
Né dans une famille samouraï du domaine de Satsuma (actuelle préfecture de Kagoshima), Kamimura sert comme soldat à pied durant la guerre de Boshin. Après l'établissement du gouvernement de Meiji en 1871, il devient l'un des premiers cadets de l'académie navale impériale du Japon, puis devient enseigne en 1879.

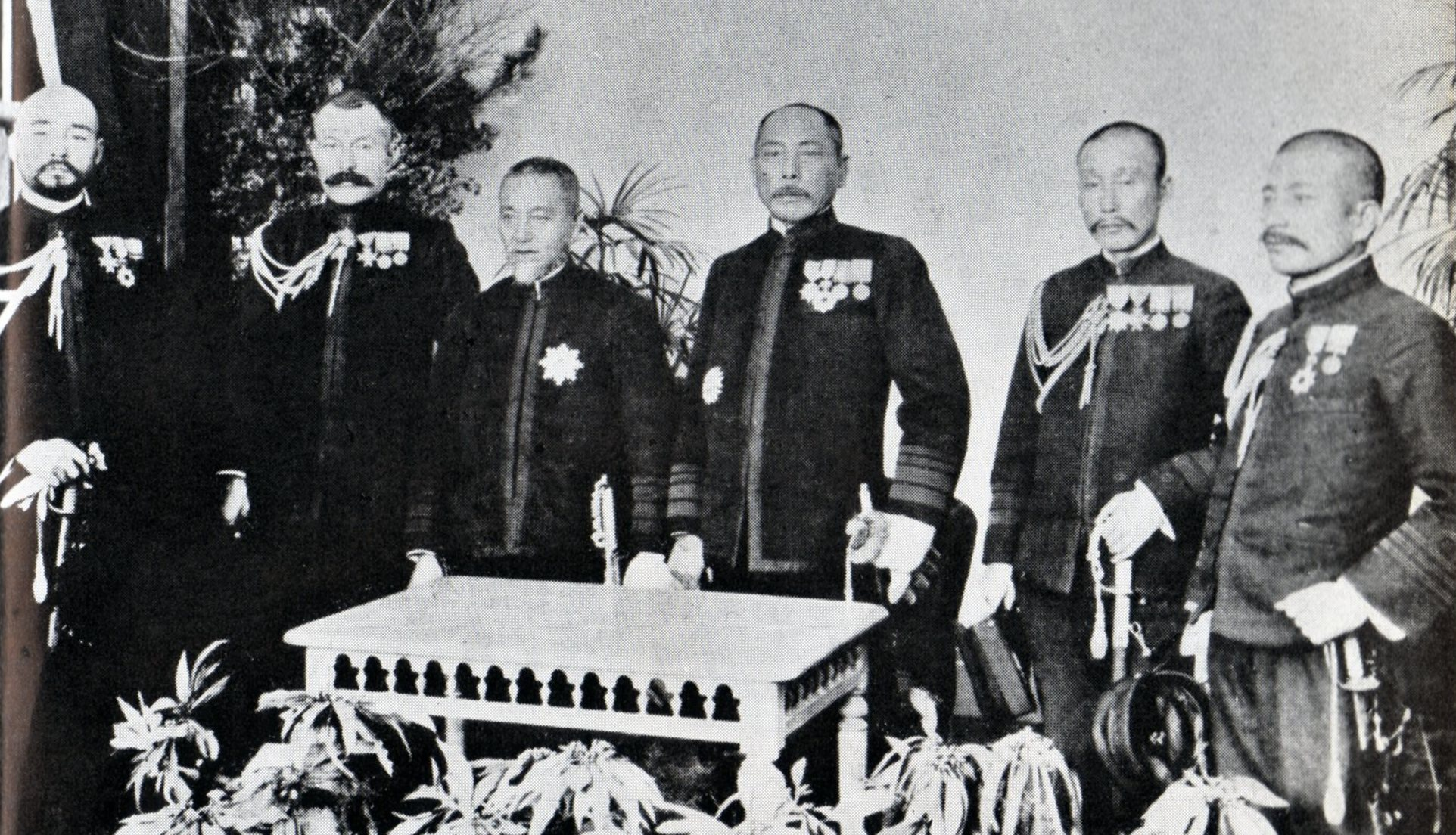
De droite à gauche : Funakoshi, Shimamura, Togo, Kamimura, Katō, Akiyama.

Servant comme sous-officier à bord de divers navires durant les années 1880, le premier commandement de Kamimura est la canonnière Maya (en) en 1891, puis il devient capitaine du Chōkai (en) en 1893.
Au début de la première guerre sino-japonaise, Kamimura reçoit le commandement du nouveau croiseur Akitsushima et se distingue lors de la bataille du fleuve Yalou le 17 septembre 1894. Il est considéré dans la marine comme un chef de combat rude et audacieux dans l'ancienne tradition samouraï.
Après la guerre, Kamimura tient divers postes au ministère de la Marine ainsi qu'à l'État-major de la marine impériale japonaise jusqu'à sa promotion de vice-amiral en 1903. Il visite le Royaume-Uni avec le cuirassé Asahi du 1er février 1899 au 22 mai 1900. Il est promu contre-amiral durant cette période.
Placé à la tête de la 2e flotte au début de la guerre russo-japonaise, Kamimura est chargé de contenir l'escadre russe de Vladivostok. Après que les Russes se soient exfiltrés et aient coulé des navires de transport japonais lors de l'incident du Hitachi Maru, il est l'objet d'une vindicte populaire, une foule attaquant sa résidence de Tokyo, et des journaux faisant allusion à son possible suicide. Il prend sa revanche sur les Russes en coulant le croiseur Riourik et endommageant le Gromoboï et le Russie le 14 août 1904 lors de la bataille d'Ulsan, et regagne de la popularité dans le gouvernement et le peuple japonais. Nommé commandant du croiseur Izumo, Kamimura mène la 2e Flotte durant la bataille de Tsushima le 27 mai 1905.
Devenu commandant du district naval de Yokosuka en 1905, Kamimura reçoit le commandement de la 1re flotte en 1909. Ayant reçu le titre de baron (danshaku), selon le système de noblesse kazoku, deux ans auparavant, Kamimura est promu amiral le 1er décembre 1910. Devenu membre du conseil de guerre suprême l'année suivante, il entre dans la réserve le 1er mai 1914 avant sa mort en 1916.
Sa tombe se trouve au temple Myōhon-ji à Kamakura.